# Polesie (gmina Rzesza)
Polesie (lit. Pamiškiai) – wieś na Litwie, w okręgu wileńskim, w rejonie wileńskim, w gminie Rzesza.

## Historia
Pod zaborami dwa zaścianki włościańskie; w II Rzeczypospolitej dwie wsie: Polesie Dolne i Polesie Górne. W XIX i w początkach XX w. położone było w Rosji, w guberni wileńskiej, w powiecie wileńskim, w gminie Rzesza. Po I wojnie światowej pod administracją polską, w Zarządzie Cywilnym Ziem Wschodnich. W latach 1920–1922 w składzie Litwy Środkowej.
Od 11 kwietnia 1922 leżało w Polsce, w województwie wileńskim, w powiecie wileńsko-trockim, w gminie Rzesza. W 1931 miejscowości liczyły:
- Polesie Dolne – 24 mieszkańców, zamieszkałych w 4 budynkach,
- Polesie Górne – 18 mieszkańców, zamieszkałych w 4 budynkach[3].

Po II wojnie światowej w granicach Związku Sowieckiego. Od 1991 na niepodległej Litwie.